# Aspirador nasal
Un aspirador nasal es una máquina que ayuda a extraer o succionar aire.

## Uso

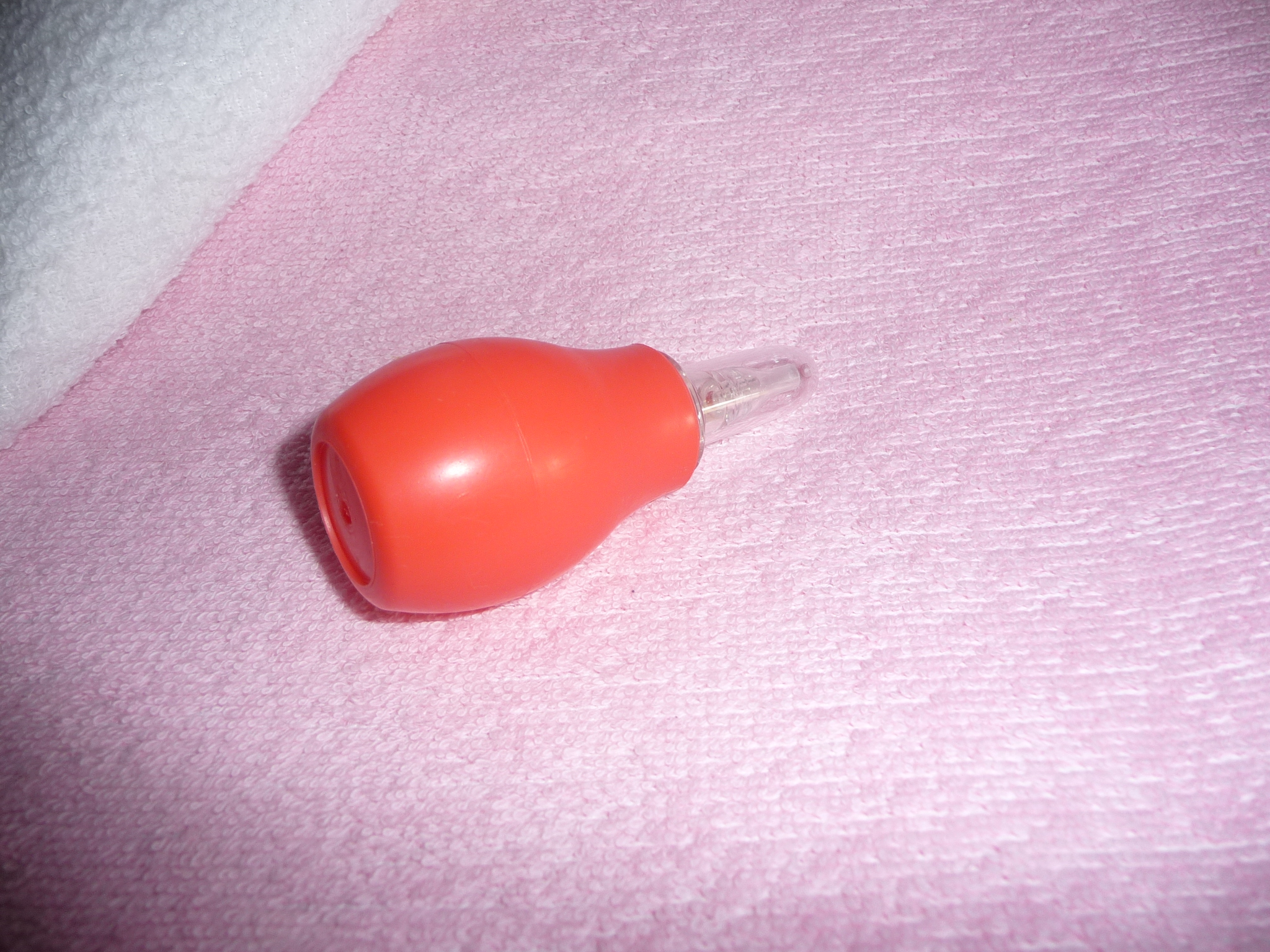
Sacamocos con bomba de aire.

Su uso es muy común en recién nacidos que no son capaces de expulsar la mucosidad de las fosas nasales por sí mismos.